# Calpocalyx ngouniensis
Espèce
Statut de conservation UICN

 VU A1c : Vulnérable
Calpocalyx ngouniensis est une espèce de plantes à fleurs du genre Calpocalyx de la famille des Fabaceae.